# Platanthera hyperborea
Platanthera hyperborea es una especie de orquídea de hábito terrestre originaria de Groenlandia e Islandia.

## Descripción
Las especies de Platanthera se distinguen de las de Orchis y de las de Habenaria, por la ausencia de procesos estigmáticos, al poseer un espolón nectarífero para atraer a los insectos polinizadores. Otra característica diferenciadora es la de sus raíces tubérculos ovoideas.  
Platanthera hyperborea se encuentra en Nunavut, Groenlandia e Islandia como una orquídea de tamaño pequeño a gigante, que prefiere el clima frío con hábito terrestre a una altitud de 400 a 2800 metros. Tiene un tronco corto con 4-8 hojas caulinares, casi erectas, lanceoladas. Florece en la primavera y el verano en una inflorescencia terminal, erecta, de 2.5 cm a 100 cm de largo, con flores dulcemente perfumadas.

## Taxonomía
Platanthera hyperborea fue descrita por (Carlos Linneo) Lindl. y publicado en The Genera and Species of Orchidaceous Plants 287. 1835.
Etimología
El nombre genérico Platanthera deriva del griego y se refiere a la forma de las anteras de las flores ("flores con anteras grandes, planas"). 
Sinonimia
- Gymnadenia hyperborea (L.) Link
- Habenaria borealis Cham.
- Habenaria dilatata var. borealis (Cham.) Muenscher
- Habenaria hyperborea (L.) R.Br.
- Limnorchis borealis (Cham.) Rydb.
- Limnorchis brachypetala Britton & Rydb.
- Limnorchis hyperborea (L.) Rydb.
- Orchis acuta Banks ex Pursh
- Orchis hyperborea L.	basónimo
- Orchis koenigii Gunnerus
- Platanthera borealis (Cham.) Rchb.f.
- Platanthera hyperborea f. alba M.H.S.Light
- Platanthera hyperborea var. minor Lange
- Platanthera koenigii (Gunnerus) Lindl.[3]